# Ә
Ә, ә или Шва е буква от кирилицата. Използва се в абхазкия, башкирския, дунганския, калмикския, казахския, кюрдския и татарския език. До 1991 година Ә присъства и в азербайджанската и туркменската азбука, след което тези езици преминават на латиница.

## Звукова стойност
В азербайджанския (до 1991), башкирския, калмикския, казахския, татарския и туркменския (до 1991) представлява звука ненапрегнато-предната отворена незакръглена гласна /æ/. Често се транслитерира на латиница като ä.
В дунганския език буквата Ә представлява полузатворения заден незакръглен гласен звук /ɤ/, а в кюрдския език – звука /ə/.
В абхазкия език Ә представлява лабиализиран преден съгласен звук /ʷ/. Диграфите с буквата Ә се смятат за самостоятелни букви в абхазкия език и имат отделно място в абхазката азбука. Транслитерират се на латиница с ˚ (˚).